# Reino da Croácia-Eslavônia
O Reino da Croácia-Eslavônia (em croata: Trojedna Kraljevina Hrvatska-Slavonija-Dalmacija; em húngaro: Horvát-, Szlavon- és Dalmátországok; alemão: Königreich Kroatien und Slawonien) foi um reino autônomo que existiu dentro do Império Austro-Húngaro.
Era parte do Reino da Hungria, sendo governado pelo Imperador da Áustria e Rei da Hungria, sob o título de Rei da Hungria. O representante indicado pelo rei era o bano da Croácia-Eslavônia.

## História
O Reino da Croácia-Eslavônia foi criado em 1868, quando os antigos reinos da Croácia e da Eslavônia foram unidos em um único reino. O parlamento croata, eleito de maneira questionável, confirmou a subordinação da Croácia-Eslavônia à Hungria em 1868 com a assinatura da constituição da união húngaro-croata chamada Nagodba (Acordo Croata-Húngaro, também conhecido como Acordo Croata-Húngaro ou Compromisso Húngaro-Croata de 1868).
O reino existiu até 1918, quando se juntou ao recém-formado Estado dos Eslovenos, Croatas e Sérvios, que juntamente com o Reino da Sérvia formaram o Reino dos Sérvios, Croatas e Eslovenos.